# Kane & Lynch: Dead Men
Kane & Lynch: Dead Men è uno sparatutto in terza persona, creato da IO Interactive e pubblicato nel novembre 2007 per PC, Xbox 360 e PS3. È considerato il "seguito spirituale" di Freedom Fighters, del quale condivide molte caratteristiche: dal sistema di controllo al motore grafico.
Il team creativo è quello della serie campione d'incassi Hitman, infatti in molti scenari del gioco compaiono riferimenti a questa saga, nonché personaggi e luoghi in comune. Il sequel Kane & Lynch 2: Dog Days è stato distribuito ad agosto 2010.

## Trama
La trama di Kane & Lynch: Dead Men segue la drammatica vicenda di Adam Marcus alias Kane, mercenario ricattato e di James Seth Lynch, psicopatico paranoide sfruttato. Il suo sviluppo si snoda attraverso 17 capitoli.
Prologo
Kane è un uomo ormai distrutto. Ha passato gli ultimi 4 anni in prigione ed ora sta per essere trasferito nel braccio della morte per l'esecuzione della condanna. Poco prima del trasferimento trova la forza di scrivere un'ultima lettera:
"Cara Jenny,
è da 14 anni che cerco di scriverti questa lettera. Questa è l'ultima occasione. Questo pomeriggio pagherò con la vita i miei errori. Giusto così. Lo sai se hai letto i giornali... La mia vita da mercenario... Il dolore che ho causato. è quasi tutto vero. Dovrei pentirmi. Dovrei temere la morte, ma non è così. Non lo è più. Non mi rimane altro che il rimorso. Il rimorso di non conoscerti mai. Sei l'unica cosa importante. Scusa se non l'ho mai capito. Tuo padre.
Kane"
Viene fatto salire su una camionetta della polizia.
Impatto
Un uomo al suo fianco gli urla di stare giù. La camionetta viene tamponata con violenza. Quando riapre gli occhi la vista è offuscata. Vede l'uomo che gli stava seduto a fianco uccidere un poliziotto e rubargli l'arma, lo vede avvicinarsi e distruggergli le manette. "Seguimi!" gli intima. Quell'uomo è Lynch. Seguendolo vede dei criminali in passamontagna tenere testa alla polizia in una violenta sparatoria. Lynch lo arma e, con il sostegno del suo gruppo, lo scortano attraverso delle vie secondarie. I poliziotti li inseguono e li accerchiano in forze dentro ad un fast food. Finché un camioncino li raggiunge e riescono a scappare. I sicari lo incappucciano.
La prova
Quando lo liberano si trova di fronte a quattro uomini inquietanti e ben vestiti. Sono i superstiti del gruppo chiamato I Sette, potentissimi capi di una delle più grandi organizzazioni criminali del mondo. Uno di loro, sfregiato nella parte destra del viso (Young Brother), lo colpisce e lo insulta. Kane riconosce anche Carlos il suo più vecchio amico accanto ad un uomo magro e silenzioso (il killer chiamato Il Muto). Il capo sembra essere il più alto di tutti (Old Brother), con capelli e barba lunghi ed occhi di ghiaccio. A quanto pare Kane lavorava per loro e, durante l'ultimo colpo, gli ha sottratto della merce preziosa e ora la rivogliono prima di ucciderlo. Lui replica che li credeva morti, ma a quanto pare non gli interessa. Hanno preso sua moglie e sua figlia e se non gli riporterà la merce entro tre settimane saranno le prime a morire. Lynch è lì per tenerlo d'occhio e aggiornare I Sette. I due si preparano (il livello è un tutorial) al colpo in banca che dovranno fare per riprendersi ciò di cui Kane ha bisogno. A quanto pare Lynch prende dei medicinali, per controllare la sua schizofrenia.
Ritiro
All'esterno della banca i due si incontrano con un vecchio collaboratore di Kane, uno scassinatore professionista, e con il suo autista di fiducia. Dopo aver neutralizzato in silenzio le guardie a sorveglianza delle scale antincendio, il gruppo raggiunge il tetto e lascia cadere nel condotto di aerazione una bombola di gas soporifero. Nella hall, tutti cadono addormentati. Facendosi strada fra truppe di poliziotti e guardie armate raggiungono l'accesso alla cassaforte. Kane invia Lynch a tenere d'occhio la hall nel caso qualcuno si risvegliasse mentre lui con il suo collaboratore raggiungono il caveau. Lo scassinatore va su tutte le furie quando scopre che il colpo non riguarda il denaro, ma fa saltare comunque le casseforti. C'è una valigetta, ma non il resto della merce. Kane sostiene di sapere chi l'ha rubata. Dice comunque a Lynch che va tutto bene e che lo raggiungerà presto.
Quando raggiungono la hall trovano uno spettacolo raccapricciante: Lynch sta urlando insulti senza senso sparando e tutto intorno a lui ci sono i cadaveri delle guardie e dei clienti della banca. Lynch sembra in preda al delirio. Dice che si erano svegliati è che non riusciva a distinguere i civili dai poliziotti. La SWAT prende la banca d'assedio, ma i rapinatori riescono a fuggire.
La crisi
Il furgoncino viene subito inseguito da numerose pattuglie della polizia alle quali Kane e Lynch sono chiamati a tenere testa dal retro della vettura. Nonostante il momento poco opportuno, Lynch, in stato confusionale, rivela a Kane di avere dei blackout nei momenti di grande stress che culminano spesso in episodi incontrollabili di violenza. Le sue pillole servono a fargli mantenere il controllo, ma poco prima della rapina le aveva finite e non è più riuscito a frenarsi. L'inseguimento è lungo e le pattuglie non smettono di arrivare finché, a seguito di un urto, il camioncino non finisce giù per la gradinata di una stazione di metropolitana. L'autista e lo scassinatore sono morti. Le SWAT arrivano, ma Kane ed il suo complice riescono a salire su una metro appena arrivata. Kane sostiene di conoscere chi può restituirgli il resto della merce e si dirigono in aeroporto.
Il Mizuki
I due sbarcano a Tokyo e più precisamente nel night club "Mizuki". Kane è alla ricerca di una certa Yoko, la padrona del club. Devono entrare nel locale senza farsi notare, cosa che si rivela piuttosto difficile vista la folla, il rumore ed il fatto che Lynch ha finito le sue pillole. Eliminata la guardia entrano nell'ufficio di Yoko che sembra conoscere molto bene Kane ed esserne spaventata. Kane ordina a Lynch di stordirla e legarla. A quanto pare suo padre ha la valigetta e questo era l'unico modo di ottenere lo scambio. Quando i due escono con la ragazza svenuta le guardie li avvistano ed iniziano a sparare, mettendo così in fuga tutti i clienti dell night e creando il caos. Raggiunto il tetto dell'edificio, Kane chiama a supporto dei suoi colleghi mercenari per scappare. Durante il tragitto salta fuori che Yoko è nientemeno che la figlia di Retomoto, il boss malavitoso più potente di tutta Tokyo, con la quale Kane ha avuto una relazione anni prima. L'ha rapita perché è molto probabile che sia proprio il suo potente padre ad aver preso l'altra metà della merce dei Sette vista l'antica inimicizia tra i due gruppi criminali. Lynch sembra terrorizzato dalla notizia, ma ormai il gioco è fatto. Kane chiama Retomoto e i due fissano lo scambio.
Lo scambio
Lynch viene lasciato a sorvegliare la ragazza prigioniera e a tenerla in ostaggio. Kane, con un gruppo di mercenari a difesa, raggiunge il punto dell'incontro dove trova solo un cellulare che squilla. Retomoto non è venuto, ma dice a Kane che è a conoscenza della sua situazione e gli propone di collaborare con lui per raggiungere uno scopo comune: l'eliminazione dei Sette. Nel frattempo, col suo auricolare, sente Lynch urlargli di non trattare e litigare con Yoko che, nel frattempo, è rinvenuta. Lynch alza la voce finché non si sente uno sparo. Decine di sicari e cecchini escono dai loro appostamenti ed iniziano a sparare a Kane che, a stento, riesce a farsi strada fino al punto d'incontro col collega. Lynch ha ucciso Yoko durante uno dei suoi raptus. Kane è disperato. In questo modo non ha più speranza di riavere la valigetta e di scamparla con i Sette. La sua famiglia è condannata. Dice a Lynch che anche lui ormai è un uomo morto, perché appena i Sette non avranno più bisogno di lui, sicuramente, lo uccideranno. Ma Lynch sembra tranquillo, ha fatto un patto con i Sette...
Riunione
...che a quanto pare non valeva molto. Entrambi si svegliano in una fossa all'interno di un grande cantiere (ma il momento in cui i Sette ce li portano non viene mostrato). Piove. I Sette sono di fronte a loro. Old Brother dice a Kane che ha fallito e che questo segna la fine per sua moglie e sua figlia. A nulla servono le proteste dell'uomo e le richieste d'aiuto all'ex-amico Carlos. L'unica cosa che può fare è chiedere di poter parlare un'ultima volta con le due donne prima della fine. Vengono abbandonati con Il Muto che dovrà giustiziarle e poi verranno lasciati a Retomoto ed i suoi uomini, in cerca di vendetta. La moglie di Kane e sua figlia Jenny gli vengono trascinate nel fango sotto gli occhi. La donna inizia ad aggredire l'ex-marito dicendogli che erano appena riuscite a ricostruirsi una vita e ora lui gliela sta distruggendo per sempre. Kane sta per dire qualcosa, ma al Muto non importa e spara alla testa della donna. Punta la pistola verso Jenny. Kane furioso esce dalla fossa e, con un badile, massacra il killer fino alla morte. Lynch si rialza e prende l'arma del Muto. Gli uomini di Retomoto stanno arrivando e Jenny deve essere protetta. Lo scontro è lungo e difficile, ma i due riescono a sopravvivere e Kane intima alla figlia, annichilita dallo shock, di fuggire più lontano possibile da lui. Ora è da solo con Lynch, al quale chiede un aiuto per seppellire la moglie.
Sulla sua tomba giura di vendicarla e di non permettere mai che accada nulla a Jenny. Il da farsi è chiaro: dovrà uccidere I Sette e Retomoto. Su un taccuino ha annotati i nomi di alcuni uomini che, come lui, sono stati ridotti in miseria dai Sette, per assoldarli e formare una squadra. Alcuni di loro sono in prigione e sarà necessario farli evadere. Lynch vuole venire con lui. La sua vita non vale più nulla ora ed in più sembra che alcuni anni fa anche sua moglie sia morta. A malincuore Kane accetta la sua collaborazione.
La fuga
Insieme fanno irruzione nel carcere di massima sicurezza di Tokyo. Subito si scatena l'ira di Dio e Lynch fa del suo meglio per mantenere il controllo nonostante non abbia più pillole. Gli uomini da reclutare sono tre: Rific, Thapa e Shelly. Tutti ex mercenari al soldo dei Sette e da loro sfruttati e distrutti. Già Rific e Thapa si mostrano riluttanti ad unirsi ad uno che è sempre stato fedele a coloro che gli hanno rovinato la vita, ma, appena saputo cosa è accaduto a Kane, accettano di buon grado. La rivolta nel carcere fra detenuti e secondini si trasforma lentamente in una sanguinosa guerriglia, nella quale il gruppo cerca di districarsi. Alla fine raggiungono anche Shelly che però, sembra non volersi unire a loro a causa di Lynch. Dice di conoscerlo e di aver sentito di lui a Detroit. Sa che è psicopatico e che ha massacrato ed ucciso la moglie. Kane è agghiacciato dalla notizia, ma Lynch si professa innocente. Dice di non ricordarsi nulla di quel giorno e di rifiutare ogni responsabilità dell'evento, ma sembra che il rievocarlo gli causi una sofferenza enorme. Il gruppo è formato e il primo della lista è Retomoto, in cerca disperata di vendetta per la morte della figlia.
La torre di Retomoto
Il gruppo raggiunge il tetto del grattacielo della Retomoto Corps. Kane si cala dal tetto fino alla vetrata della sala dove il grande magnate e criminale sta tenendo una riunione. Piazza una bomba, si nasconde e appena la vetrata salta, scatena all'interno della sala tutta l'artiglieria che lui ed i suoi compagni hanno. Tutti i presenti sono morti. Retomoto ha in mano la valigetta, ma prima di prenderla, Kane utilizza il suo anello a pugnale per fare sul viso dell'avversario una cicatrice identica a quella che ha sulla faccia: un vecchio conto in sospeso. Il gruppo fugge dall'edificio facendosi strada fra i sicari del magnate morto.
Le strade di Tokyo
Nonostante si siano rimessi abiti civili, la copertura di Kane, Lynch ed il loro gruppo ha vita breve. Nell'uscire dal grattacielo vengono presi d'assalto dalle forze di polizia e dalle SWAT di Tokyo. La fuga verso l'autostrada (dove un autista li attende) non è molto lunga, ma costituisce una sparatoria continua. Una volta raggiunta la via di fuga, Kane comunica ai suoi complici che i Sette sono all'Avana per approfittarsi del caos creato dalla guerra civile. A quanto pare rovesciare i governi è una loro specialità. Ma hanno solo questa occasione per trovarli, quello di Cuba è il loro ultimo lavoro.
Freedom Fighters
Kane e Lynch si trovano in mezzo agli scontri all'Avana da una settimana ormai. Thapa, Shelly e Rific sono al limite della sopportazione, ma ormai Kane (avendo stretto rapporti con i liberisti) ha le informazioni che gli servivano: i Sette sono a El Capitolio. Ma raggiungere la piazza non sarà facile. La guerriglia è serratissima e la città sotto assedio, ma con l'appoggio dell'esercito liberista riescono a raggiungere l'obiettivo. Tuttavia l'entrata alla piazza è barricata e difesa da carri armati.
El Capitol
Kane e Lynch distruggono i carri armati ed un caccia da una posizione strategica su un tetto e con l'uso copioso di lanciarazzi. Nel frattempo Thapa, Shelly e Rific si radunano con i liberisti e, fatta piazza pulita, fanno irruzione nel palazzo governativo. L'interno è distrutto e dei mercenari (non appartenenti ai soldati nemici) li prendono d'assalto. Nonostante la tanta strada, una volta raggiunta la sala del comando non trovano i Sette. Trovano Carlos, abbandonato dai fratelli ai quali ormai non interessa più nulla degli accordi ed in cerca solamente di ricchezza. Carlos si offre di aiutare Kane a trovarli ed ucciderli e Kane, titubante, accetta il suo aiuto in nome della grande amicizia che prima li legava. Questo causa una pessima reazione nel gruppo, soprattutto in Thapa, che li abbandona.
Visuale dall'alto
Raggiunta la giungla locale, su un'altura, Carlos mostra a Kane l'hacienda nella quale sono barricati i fratelli. Un posto fortificato dalle montagne e dalla vegetazione e munito di un aeroporto. In più, l'unico sentiero che conduce lì è disseminato di basi di mercenari, provviste di lanciarazzi segnalatori cosicché, qualora avvistassero il nemico, avviserebbero i fratelli in tempo per farli scappare. Fare irruzione sarà quasi impossibile. Per frenare il malumore di Rific e Shelly, Carlos gli promette come compenso tutti i quintali di eroina di cui il villaggio vicino l'hacienda è piena. L'unico che sembra non riuscire a frenare il suo malumore è Lynch che non perde occasione per dare addosso a Carlos. Per attraversare il percorso e superare i posti di blocco, il gruppo si muove rapidamente ed in maniera silenziosa, fino ad arrivare ad un luogo d'incontro con dei mercenari assoldati da Carlos, con il compito di circondare e tenere d'occhio l'hacienda.
All'interno delle mura
Il piano di Carlos è semplice, lui piazzerà dell'esplosivo sull'entrata principale, cosicché l'esplosione distragga le guardie e loro abbiano la possibilità di fare irruzione dalle mura laterali. Tuttavia dopo essere arrivato a destinazione, Carlos entra nell'hacienda e sparisce. Il gruppo si avvicina alla mura laterali e lo sente parlare con Old Brother. A quanto pare hanno Jenny. Kane è distrutto e Lynch sta esplodendo di rabbia. Lui l'aveva sempre detto che non bisognava fidarsi. Entrare nell'hacienda si rivela come entrare in una fortezza. Fatta piazza pulita arrivano davanti ad un'imponente villa: i fratelli sono lì dentro. Rific e Shelly considerano finito il loro compito e vanno al villaggio a riscuotere la loro eroina. Kane e Lynch entrano nella villa. Si avvicinano all'entrata della stanza principale e sentono Carlos parlare con i fratelli e poi uno sparo. Entrano e trovano Jenny. Sembra traumatizzata. Il cadavere di Carlos giace in un angolo. I fratelli sbucano dal colonnato e afferrano Jenny. Era una trappola. Prima di ucciderlo gli dicono che hanno parlato con sua figlia. Lei lo odia. Lo incolpa per la morte del fratellino e ora anche per quella della madre. Vorrebbe vederlo morto. E loro stanno per esaudirla. Kane spara alla mina portata da Carlos facendola esplodere. L'esplosione uccide Old Brother e il più giovane scappa verso l'aeroporto con Jenny. Kane e Lynch salgono su una jeep guidata da uno dei mercenari di Carlos e si gettano all'inseguimento.
Scelta
Nel frattempo, Rific e Shelly hanno raggiunto il villaggio dove si sta scatenando l'inferno. I mercenari li hanno accerchiati e costretti in una chiesa dando poi fuoco all'intero villaggio. Dalla sua radio, Kane sente le loro richieste di soccorso, ma non può dargli peso. La salvezza della figlia viene prima di ogni cosa. Raggiungono l'aeroporto e sparano ai motori del Jet sul quale è salito Young Brother. Kane fa irruzione e finalmente lo uccide. Ora può portare in salvo sua figlia, ma quando gli si avvicina, lei gli punta una pistola. Tra le lacrime gli urla tutto il suo odio e disprezzo. I fratelli non mentivano. Kane è distrutto, ma l'importante per lui è salvarla e la obbliga a seguirlo. Nel frattempo Lynch continua a ricevere le disperate richieste di soccorso di Shelly e Rific. A questo punto il giocatore è chiamato a fare una scelta: può far scappare Kane e sua figlia grazie ad un elicottero lì vicino o mettere ancora a repentaglio la vita di Jenny, ma andare a salvare i propri compagni.
Se si opta per la prima soluzione si assisterà alla fuga di Kane, che sale sull'elicottero con sua figlia, lasciando lì anche Lynch, in balia dei mercenari. Kane ha salvato Jenny, ma lei lo considera un mostro senza cuore e prima della chiusura definitiva, gli sbatte in faccia tutto il suo odio.
Se l'opzione scelta sarà la seconda si aprirà un'altra missione.
Conseguenza
Kane è ormai pentito della sua vita di mercenario senza cuore. Non può permettersi di lasciar morire coloro grazie ai quali è arrivato fin lì. Ma tentando di salvarli espone Jenny ad un rischio enorme. Il villaggio è disseminato di mercenari e dovrà tenerla al riparo. Raggiunta la chiesa trovano Shelly in piedi sul cadavere di Rific ormai morto. Vuole uccidere Kane. Lo ha sentito mentre ordinava a Lynch di ignorare i suoi SOS. Ma ora bisogna pensare a raggiungere il molo per scappare su una delle barche. Arrivati lì vengono sorpresi da un'ultima imboscata e Jenny viene ferita. Kane si carica il suo corpo svenuto sulle spalle. Shelly non ne può più e sale su una delle barche che però esplode. Altri mercenari stanno arrivando. Riescono a salire su un ultimo motoscafo. Lynch viene colpito ad una spalla, ma in breve tempo sono fuori dalla portata del nemico.
Jenny è in fin di vita e, di lì a poco, muore fra le braccia del padre che, disperato, le sussurra all'orecchio il contenuto della lettera che le ha scritto dal carcere.

## Personaggi

### Adam "Kane" Marcus
Il suo dramma è iniziato quando suo figlio minore, di soli due anni, trovò la sua pistola e, giocandoci, fece partire un colpo uccidendosi. Sua moglie lo ha sempre ritenuto responsabile per la morte del figlio e lo ha cacciato di casa obbligandolo ad una distanza forzata con la figlia di cinque anni, con la quale Kane non cercò mai più contatti. Diversi anni dopo, pieno di rancore e disperazione, entrò a far parte dei Sette, il più potente clan di mercenari al mondo. Per loro ha combattuto nei luoghi più pericolosi del pianeta, al servizio del miglior offerente, fino ad una missione in Venezuela finita tragicamente con la morte di 25 cittadini locali. Kane fu, o almeno credette di essere, l'unico superstite del gruppo di mercenari e si dice che sia riuscito a fuggire con un grosso malloppo (che però non è mai stato ritrovato). Kane venne arrestato subito dopo il suo ritorno negli Stati Uniti, processato e condannato a morte.
Sembra anche che, durante la sua vita da mercenario, abbia avuto una relazione con Yoko, la figlia del criminale giapponese Retomoto, il quale, acerrimo nemico dei Sette, lo costrinse ad allontanarsene. A quanto pare fu proprio Retomoto a sfregiargli il viso.
Gran parte di questi dettagli non vengono rivelati tanto durante le sequenze animate del gioco, ma si evincono dalle voci che Kane sente nella sua mente quando viene ferito gravemente (prima dell'iniezione di adrenalina).

### James Seth Lynch
Lynch aveva una vita perfetta: una bella casa, una bella moglie, un buon lavoro e tanti amici. Questo prima di scoprire che una tara genetica lo stava portando progressivamente verso una psicosi paranoide e verso la schizofrenia. Lynch tentò più a lungo possibile di tenere i suoi cari all'oscuro dei suoi problemi, finché i suoi attacchi non cominciarono a diventare violenti. Confessata la sua condizione, Lynch assistette al progressivo allontanarsi di tutti i suoi amici. Il lavoro gli venne tolto e gliene fu affidato uno molto più degradante a patto che continuasse a prendere le pillole in grado di tenere sotto controllo il suo problema. La moglie ha continuato a stargli accanto nonostante la sofferenza che le causava la situazione, finché una mattina, Lynch si risveglia accanto al suo cadavere. Incapace di accettare l'accaduto, Lynch si è sempre professato innocente. La legge non la pensava allo stesso modo, e venne condannato a morte.
Molte di queste informazioni sono raccontate dallo stesso Lynch durante i vagheggiamenti e le mezze frasi che borbotta durante lo svolgersi delle missioni.

### Altri personaggi
Jenny
È la figlia di Kane. Non ha visto il padre per quasi quindici anni, dall'incidente in cui il fratellino perse la vita. Da quel giorno ha sempre vissuto con la madre, cresciuta nel silenzio forzato nei confronti del padre. Nonostante si ricordi di lui come di un uomo "dagli occhi gentili", lo disprezza, incolpandolo di quanto avvenuto al fratellino e della disperazione di sua madre. È inoltre a conoscenza delle atrocità che Kane ha commesso da mercenario e non ha mai cercato contatti con lui.
Rific
È uno dei membri del gruppo assoldato da Kane per dare la caccia ai Sette. Ha un carattere molto riflessivo e razionale, raramente si fa prendere dal panico. Tutto ciò che gli serve sapere è qual è l'obiettivo e quale sarà la ricompensa. La sua serietà sul lavoro lo rende impagabile nelle situazioni concitate, ma il suo distacco non lo rende il più approcciabile degli uomini. Era anche lui un mercenario al soldo dei Sette, prima che questi lo tradissero rovinandogli la vita.
Thapa
È il secondo degli uomini assoldati da Kane durante il gioco. Ha un'indole diffidente, polemica ed iraconda. L'unica cosa che lo motiva sono i soldi. Disprezza Kane e quello che rappresenta, ma lo segue comunque consapevole della grande ricchezza alla quale potrebbe portarlo. Anche la sua vita è stata rovinata dai Sette in passato.
Shelly
Il più anziano fra i complici di Kane. La sua grande esperienza di mercenario lo rende un elemento essenziale. Ha tutte le caratteristiche del vero criminale, ma una su tutte gli ha consentito di sopravvivere al suo lavoro: l'opportunismo. I Sette sono stati la causa della sua reclusione.
Yoko
La figlia di Retomoto (e gestrice del night club Mizuki) ha avuto una storia con Kane un tempo. Il padre è intervenuto a separarli e le ha svelato per chi lavorasse. Dal quel giorno Yoko si è sempre rifiutata di vedere Kane ed è entrata nel giro d'affari del padre.
Retomoto
Retomoto è il signore di Tokyo. Ogni giro d'affari che nasca nella sua città passa sotto la sua supervisione ed approvazione. Ha uomini ovunque, in ogni infrastruttura, anche pubblica. La sua influenza si estende ovunque, anche negli Stati Uniti. Per motivi non meglio noti è in perenne conflitto con i Sette e ricorre ad ogni diversivo pur di liberarsene. Questo signore del crimine ha comunque un'immagine pubblica molto rispettabile: è il magnate della più potente casa di produzione di materiale informatico del Giappone.
Older Brother
Il suo vero nome è sconosciuto. è il leader dei Sette. Il più anziano del gruppo. Al contrario di suo fratello è freddo, razionale ed esperto, ma anche spietato. Un numero incredibile di governi caduti e colpi di stato portano la sua firma e quella dei suoi colleghi. Nonostante l'età ha un'impressionante forza fisica ed un'innata abilità con le armi. Come criminale è uno dei più influenti e temuti del mondo.
Younger Brother
Fratello minore del leader dei Sette, ne è uno dei componenti più temibili. Spietato, rabbioso ed imprevedibile. Uno scontro a fuoco sembra essere la sua soluzione a tutti i problemi. Non molto rassicurante se si pensa che è il più bravo nell'uso dell'artiglieria pesante del gruppo. L'incidente in Venezuela dev'essere stata la causa delle gravissime ustioni che gli deturpano metà del viso.
Carlos
Uno dei componenti dei Sette. è sempre stato legato a Kane da una forte amicizia. Tuttavia, dopo l'incidente in Venezuela, non ha più potuto proteggerlo. Ha una grande conoscenza della politica e della guerra e questo lo rende lo stratega dell'organizzazione. Come mercenario non se ne può certo parlare come un uomo pio, ma di sicuro ha uno spiccato senso della lealtà.
Il Muto
Non se ne sa praticamente nulla. È un uomo misterioso e (ovviamente) silenzioso. Il suo ruolo all'interno dei Sette è quello di killer di fiducia.

## Sviluppo
Per lo sviluppo di Kane & Lynch: Dead Man, Jesper Kyd è stato immediatamente ingaggiato per la composizione della colonna sonora avendo già creato quella di Hitman e quella di Freedom Fighter. Il regista del gioco Jens-Peter Kurup ha affermato che due film hanno ispirato i creatori per lo sviluppo dei personaggi: Scarface e Gli spietati. Il gioco, inizialmente, avrebbe dovut seguire unicamente gli eventi legati a Kane, presentando Lynch come personaggio secondario, cosa che venne modificata durante la fase di stesura della sceneggiatura. Martin Guldbaek, il direttore artistico, ha detto che per la creazione di ogni scenario il team creatio si è recato a Los Angeles per una lunga sessione di ricerche fotografiche. Queste ricerche sono state implementate al design per dare allo spettatore l'idea di trovarsi in un mondo reale e vivo e garantire così una più coinvolgente interazione con l'ambiente. Anders Poulsen, il creatore dei personaggi, afferma di aver fatto un lavoro molto attento per creare dei personaggi che fossero unici. Kane fu ovviamente il primo ad essere concepito, ma il suo design raggiunse il suo stadio definitivo solo quando gli fu affiancato quello di Lynch.

## Accoglienza
La critica ha fin dall'inizio elogiato l'attenzione posta dagli sviluppatori nello sviluppo della trama, dei personaggi e nella frenesia adrenalinica dell'azione del gioco. Tuttavia, dal punto di vista tecnico, risaltano: una grafica apprezzabile ma non adatta alla next-gen, un sistema di mira piuttosto inaffidabile, un sistema di telecamera impreciso ed un IA nemica ed alleata mal calibrata.
Nonostante questo, il gioco ha ottenuto ottime risposte da parte del pubblico. Le vendite hanno quasi raggiunto quota due milioni di copie dalla sua data di lancio nel novembre 2007.
Tale risposta e il potenziale offerto dai due personaggi, hanno portato l'IO Interactive e la Eidos Interactive ad annunciare lo sviluppo di un sequel.

## Progetti futuri

### Film
La Lionsgate ha acquistato i diritti cinematografici del videogioco per la produzione nel tardo futuro di una trasposizione destinata al grande schermo. Sono stati indicati Bruce Willis e Jamie Foxx rispettivamente come interpreti di Kane e Lynch su regia del debuttante Simon Crane.